# Артемівська сільська рада (Амвросіївський район)
| Артемівська сільська рада — орган місцевого самоврядування у Амвросіївському районі Донецької області з адміністративним центром у с. Артемівка. Сільській раді були підпорядковані населені пункти: - с. Артемівка - с. Карпово-Надеждинка - с. Красний Луч - с-ще Кринички - с-ще Овочеве - с-ще Рубашкине |

## Склад ради
Рада складалася з 16 депутатів та голови.

## Керівний склад сільської ради
| ПІБ                         | Основні відомості                                                                       | Дата обрання | Дата звільнення |
| --------------------------- | --------------------------------------------------------------------------------------- | ------------ | --------------- |
| Гнилицький Віктор Якович    | Сільський голова, 1948 року народження, освіта, член Партії регіонів                    | 26.03.2006   | 31.10.2010      |
| Космач Сергій Володимирович | Сільський голова, 1964 року народження, освіта середня спеціальна, член Партії регіонів | 31.10.2010   |                 |

Примітка: таблиця складена за даними джерела